# Adriana Lecouvreur
Adriana Lecouvreur é uma ópera em quatro atos de Francesco Cilea, com libreto em italiano de Arturo Colautti, baseada na peça teatral Adrienne Lecouvreur (1849), de Eugène Scribe e Ernest Legouvé. A estreia ocorreu em 6 de novembro de 1902, no Teatro Lírico de Milão.

## Contexto
A mesma peça de Scribe e Legouvé que serviu de base para o libreto de Cilea foi também utilizada por pelo menos três outros libretistas em óperas que levaram exatamente o mesmo título — Adriana Lecouvreur — compostas por músicos diferentes. A primeira foi uma ópera em três atos de Tomaso Benvenuti, estreada em Milão em 1857. As duas seguintes foram dramas líricos em quatro atos: uma composta por Edoardo Vera, com libreto de Achille de Lauzières, apresentada em Lisboa em 1858; e outra por Ettore Perosio, com libreto escrito por seu pai, estreada em Gênova em 1889. Após a estreia da versão de Cilea, nenhuma dessas versões anteriores voltou a ser montada, permanecendo hoje amplamente esquecidas.
A ópera é baseada na vida da atriz francesa Adrienne Lecouvreur (1692–1730). Embora apresente figuras históricas reais, o enredo é em grande parte fictício; o artifício da "morte por violetas envenenadas" costuma ser citado como um dos elementos menos realistas da ópera verista. O libreto já foi criticado por ser um dos textos mais confusos escritos para o palco, e os cortes frequentemente feitos em representações apenas agravam essa dificuldade de compreensão. A duração típica de uma apresentação moderna é de cerca de 135 minutos (sem contar os intervalos).

## Histórico de apresentações
A ópera estreou no Teatro Lírico, em Milão, no dia 6 de novembro de 1902, com a soprano verista Angelica Pandolfini no papel-título, Enrico Caruso como Maurizio e o barítono lírico Giuseppe De Luca como Michonnet.
A primeira apresentação nos Estados Unidos ocorreu em 5 de janeiro de 1907, pela San Carlo Opera Company, na French Opera House de Nova Orleans, com Tarquinia Tarquini no papel principal. A estreia no Metropolitan Opera aconteceu em 18 de novembro do mesmo ano, em uma produção com Lina Cavalieri e Caruso. A temporada contou com apenas três apresentações, em parte devido a problemas de saúde de Caruso. A ópera só retornou ao Met em 1963, com Renata Tebaldi no papel-título. Essa produção foi remontada por várias décadas, com elencos variados.
Foi nesse papel que o tenor espanhol Plácido Domingo fez sua estreia no Met, em 1968, ao lado de Tebaldi. Ele voltou a interpretá-lo em fevereiro de 2009.
O papel de Adriana sempre foi apreciado por sopranos de voz ampla, com tessitura relativamente baixa (rara vez ultrapassando o si bemol agudo), o que exige grande potência vocal e considerável expressividade dramática, especialmente nos trechos da chamada "Declamação" e na cena da morte. Entre as intérpretes mais renomadas do papel, nas últimas décadas, estão Claudia Muzio, Clara Petrella, Magda Olivero, Renata Tebaldi, Carla Gavazzi, Leyla Gencer, Montserrat Caballé, Raina Kabaivanska, Renata Scotto, Mirella Freni e Joan Sutherland.
Em 2010, Angela Gheorghiu interpretou Adriana na Royal Opera House, em Londres, ao lado de Jonas Kaufmann como Maurizio. Essa montagem, dirigida por David McVicar, foi a primeira nova produção da obra na Royal Opera House desde 1906. Gheorghiu reprisou a personagem com aclamação da crítica na Ópera Estatal de Viena (2014), em Paris (2015) e novamente em Londres, em 2017, ocasião em que celebrou 25 anos de carreira na Royal Opera House.
O Metropolitan Opera apresentou uma nova produção da obra, dirigida por David McVicar, em 31 de dezembro de 2018, com Anna Netrebko como Adriana, Piotr Beczała como Maurizio e Anita Rachvelishvili como a princesa de Bouillon.
Uma gravação de parte do dueto final do último ato, “No, più nobile”, rearranjado como ária solo para tenor, foi realizada por Caruso já em 1902, em Milão, com o próprio Cilea ao piano, para a Gramophone & Typewriter Company e seus selos afiliados.

## Personagens
| Personagem                                                  | Tipo de voz  | Estreia em 6 de novembro de 1902 Maestro: Cleofonte Campanini |
| ----------------------------------------------------------- | ------------ | ------------------------------------------------------------- |
| Adriana Lecouvreur (Adrienne Lecouvreur), atriz famosa      | soprano      | Angelica Pandolfini                                           |
| Maurizio (Maurice de Saxe), conde da Saxônia                | tenor        | Enrico Caruso                                                 |
| Princesa de Bouillon (Louise Henriette Françoise de Lorena) | mezzosoprano | Edvige Ghibaudo                                               |
| Príncipe de Bouillon                                        | baixo        | Edoardo Sottolana                                             |
| Abade de Chazeuil                                           | tenor        | Enrico Giordani                                               |
| Michonnet, diretor de cena                                  | barítono     | Giuseppe De Luca                                              |
| Mlle Jouvenot                                               | soprano      | —                                                             |
| Mlle Dangeville                                             | mezzosoprano | —                                                             |
| Poisson                                                     | tenor        | —                                                             |
| Quinault                                                    | baixo        | —                                                             |
| Mordomo                                                     | tenor        | —                                                             |

## Sinopse
Local: Paris, França
Época: 1730

### Ato I
Bastidores da Comédie-Française
A companhia se prepara para uma apresentação e circula ao redor de Michonnet, o diretor de cena. O Príncipe de Bouillon, admirador e patrono da atriz Duclos, também está nos bastidores com seu companheiro, o Abade. Adriana entra recitando versos e responde aos elogios dos colegas com "Io son l'umile ancella" ("Sou a humilde serva do espírito criador"). Sozinho com Adriana, Michonnet tenta declarar seu amor, mas ela revela que já ama outro: Maurizio, supostamente um soldado a serviço do Conde da Saxônia. Maurizio entra e declara seu amor por Adriana ("La dolcissima effigie"). Eles combinam um encontro à noite, e Adriana lhe dá violetas para colocar na lapela. O Príncipe e o Abade retornam: interceptaram uma carta de Duclos marcando encontro com Maurizio na vila do Príncipe. Este, para desmascarar o suposto caso, decide convidar toda a trupe para sua residência após a apresentação. Maurizio, ao receber a carta, cancela o encontro com Adriana, que decide então ir à festa do Príncipe.

### Ato II
Uma vila à beira do Sena
A Princesa de Bouillon, e não Duclos (que apenas servia de intermediária), espera ansiosamente por Maurizio ("Acerba voluttà, dolce tortura"). Quando ele chega, ela vê as violetas e pergunta de onde são. Maurizio entrega-as a ela, mas confessa que não a ama mais. A princesa desconfia que ele esteja envolvido com outra mulher, mas precisa se esconder ao ouvir o Príncipe e o Abade chegando. Maurizio percebe que pensam que ele está com Duclos. Adriana chega e descobre que Maurizio é, na verdade, o próprio Conde da Saxônia. Ele diz que o encontro era político e que precisa ajudar uma mulher escondida na casa. Adriana aceita ajudá-lo. Durante o intermezzo, com as luzes apagadas, Adriana orienta a mulher — a Princesa — sobre como escapar. As duas desconfiam uma da outra, e a tentativa de fuga se transforma em discussão acalorada antes que a Princesa parta. Michonnet encontra uma pulseira caída pela Princesa e entrega-a a Adriana.

### Ato III
O Hôtel de Bouillon
A Princesa está obcecada em descobrir quem é sua rival. O Príncipe, interessado em química, guarda um veneno potente que lhe foi confiado pelo governo. Durante uma recepção no local, os convidados comentam a chegada de Michonnet e Adriana. A Princesa acha reconhecer a voz de Adriana e anuncia que Maurizio foi ferido em um duelo. Adriana desmaia, mas logo Maurizio entra ileso, e Adriana se enche de alegria. Ele canta sobre seus feitos na guerra ("Il russo Mencikoff"). Um balé é apresentado: o Julgamento de Páris. Adriana descobre que a pulseira era da Princesa e percebe que são rivais. A tensão cresce quando a Princesa sugere que Adriana recite um trecho de Ariadne Abandonada, mas o Príncipe prefere Phèdre. Adriana aproveita os versos para lançar um ataque velado contra a Princesa, que promete vingança.

### Ato IV
Um quarto na casa de Adriana
É o dia onomástico de Adriana, e Michonnet aguarda que ela acorde. Adriana está consumida pelo ciúme e pela dor. Seus colegas trazem presentes e a incentivam a voltar aos palcos. Um dos presentes é um colar de diamantes, recuperado por Michonnet, que ela havia empenhado para quitar dívidas de Maurizio. Chega então um pequeno baú com uma nota de Maurizio e as violetas que Adriana lhe dera no teatro. Ela beija as flores ("Poveri fiori") e as joga no fogo. Maurizio chega, pedindo-a em casamento. Eles se abraçam, mas Adriana está trêmula. Logo entra em delírio, e Michonnet e Maurizio percebem que ela foi envenenada — as violetas haviam sido enviadas pela Princesa. Em um momento de lucidez, Adriana diz "Ecco la luce" e morre.

## Gravações
| Ano  | Elenco (Adriana Lecouvreur, Princesa de Bouillon, Maurizio, Michonnet)   | Maestro, Orquestra e coro                                                                     | Selo                                                                   |
| ---- | ------------------------------------------------------------------------ | --------------------------------------------------------------------------------------------- | ---------------------------------------------------------------------- |
| 1950 | Mafalda Favero, Elena Nicolai, Nicola Filacuridi, Luigi Borgonovo        | Federico Del Cupolo, Orquestra e Coro do Teatro alla Scala, Milão                             | CD: VAI Cat: 1230                                                      |
| 1951 | Carla Gavazzi, Miti Truccato Pace, Giacinto Prandelli, Saturno Meletti   | Alfredo Simonetto, Orquestra e Coro da RAI, Milão                                             | CD: Cetra Opera Collection – Warner Fonit Cat: 8573 87480-2            |
| 1959 | Magda Olivero, Giulietta Simionato, Franco Corelli, Ettore Bastianini    | Mario Rossi, Orquestra e Coro do Teatro di San Carlo, Nápoles (ao vivo)                       | CD: Opera D'Oro Cat: 7037                                              |
| 1961 | Renata Tebaldi, Giulietta Simionato, Mario Del Monaco, Giulio Fioravanti | Franco Capuana, Orquestra e Coro da Accademia Nazionale di Santa Cecilia, Roma                | CD: Decca Cat: 430256-2                                                |
| 1975 | Montserrat Caballé, Plácido Domingo, Janet Coster, Orazio Mori           | Gianfranco Masini, Orquestra e Coro da Radio France (ao vivo)                                 | CD: Opera D'Oro Cat: OPD-1194                                          |
| 1977 | Renata Scotto, Elena Obraztsova, Giacomo Aragall, Giuseppe Taddei        | Gianandrea Gavazzeni, Orquestra e Coro da San Francisco Opera, EUA (ao vivo)                  | CD: Myto Records Cat: 2MCD 005 234                                     |
| 1977 | Renata Scotto, Elena Obraztsova, Plácido Domingo, Sherrill Milnes        | James Levine, Philharmonia Orchestra, Ambrosian Opera Chorus                                  | CD: CBS Records Cat: M2K 79310                                         |
| 1988 | Joan Sutherland, Cleopatra Ciurca, Carlo Bergonzi, Leo Nucci             | Richard Bonynge, Orquestra e Coro da Ópera Nacional Galesa, Cardiff                           | CD: Decca Cat: 475 7906                                                |
| 1989 | Mirella Freni, Fiorenza Cossotto, Peter Dvorský, Ivo Vinco               | Gianandrea Gavazzeni, Orquestra e Coro do Teatro alla Scala, Milão                            | DVD: Opus Arte Cat: OALS 3011D                                         |
| 2000 | Daniela Dessì, Olga Borodina, Sergei Larin, Carlo Guelfi                 | Roberto Rizzi Brignoli, Orquestra e Coro do Teatro alla Scala, Milão (áudio e vídeo)          | DVD: TDK Mediactive Cat: DV-OPADL CD: The Opera Lovers Cat: ADR 200001 |
| 2009 | Micaela Carosi, Marianne Cornetti, Marcelo Álvarez, Alfonso Antoniozzi   | Renato Palumbo, Orquestra e Coro do Teatro Regio di Torino                                    | CD: Dynamic Cat: CDS628 EAN: 8007144606282                             |
| 2010 | Angela Gheorghiu, Olga Borodina, Jonas Kaufmann, Alessandro Corbelli     | Mark Elder, Orquestra e Coro da Royal Opera House, Londres (vídeo)                            | DVD e Blu-ray: Decca                                                   |
| 2019 | Anna Netrebko, Anita Rachvelishvili, Piotr Beczała, Ambrogio Maestri     | Gianandrea Noseda, Orquestra e Coro da Metropolitan Opera, Nova Iorque (vídeo, 12 de janeiro) | Met Opera on Demand Requer subscrição                                  |

Nota: Embora Maria Callas nunca tenha interpretado Adriana nos palcos, gravou a ária Poveri fiori com a Philharmonia Orchestra sob regência de Tullio Serafin em 1954.

## External links
- Media relacionados com Adriana Lecouvreur no Wikimedia Commons
- Detalhes e libreto de Adriana Lecouvreur, (em alemão)
- Informações sobre a ópera no guia online Opera Inside www.opera-inside.com (em inglês)